# Reneke de Marees van Swinderen (1764-1848)

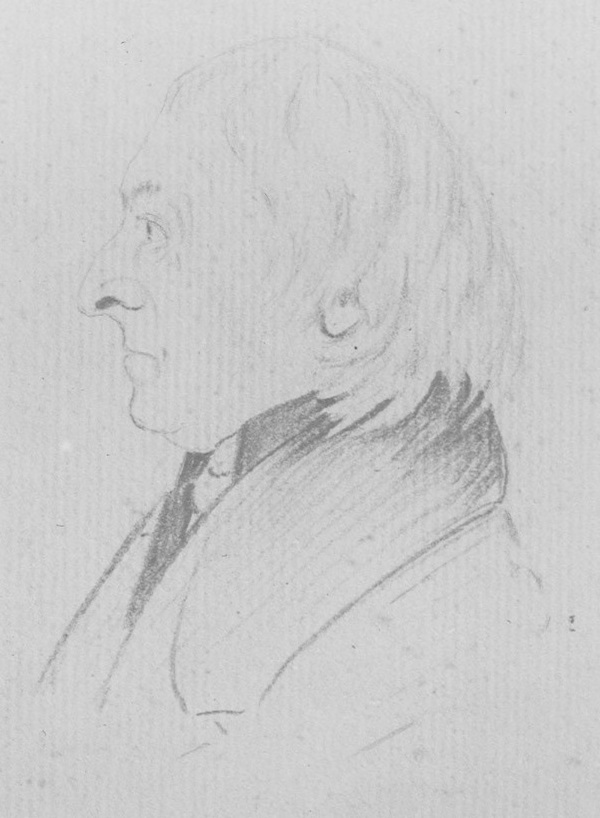
Van Swinderen door jhr. mr. Wolter Gockinga (1812-1883)

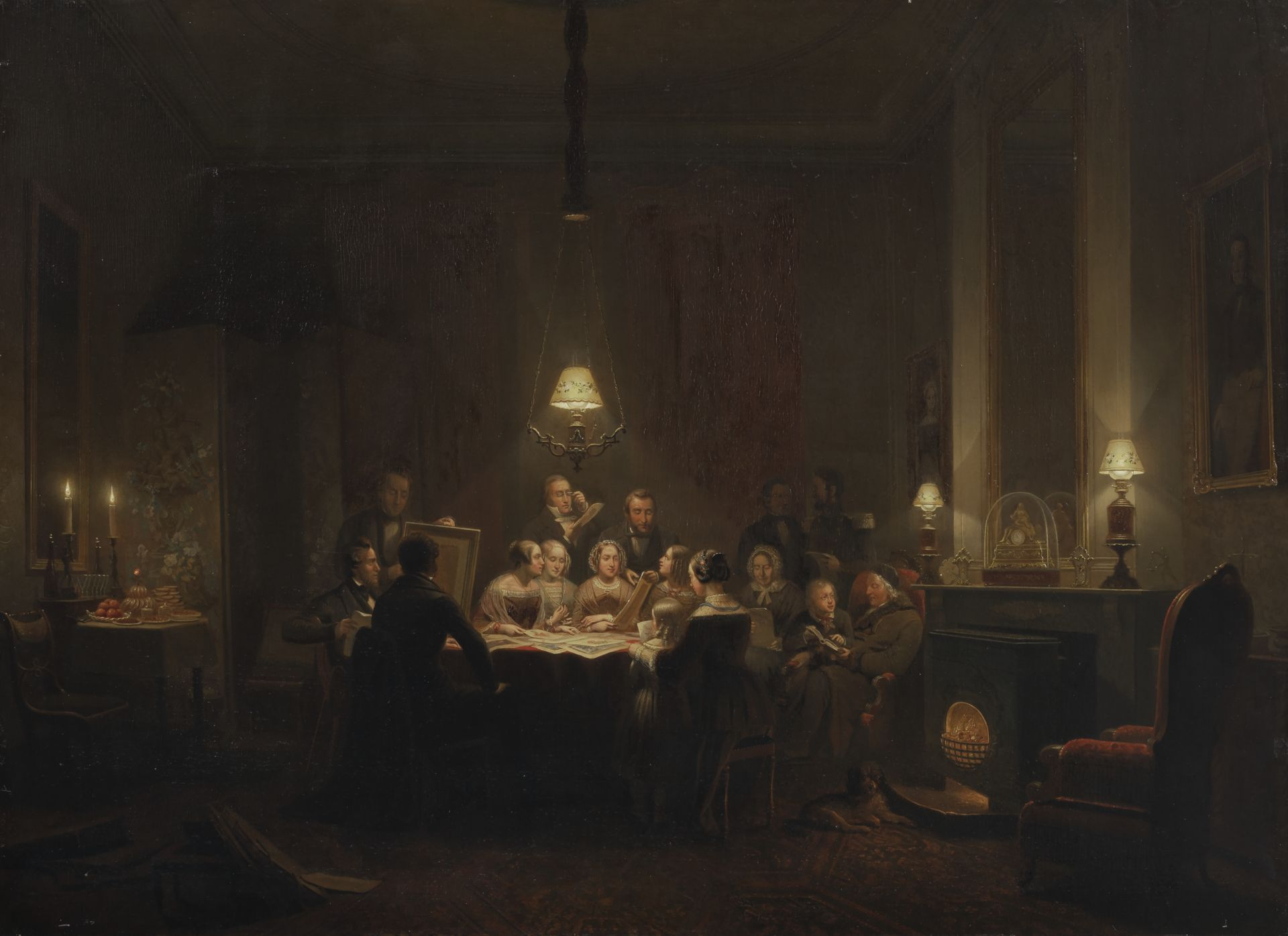
Groepsportret uit ca. 1845 van Van Swinderen met kinderen en kleinkinderen door Wolter Gockinga (1812-1883)

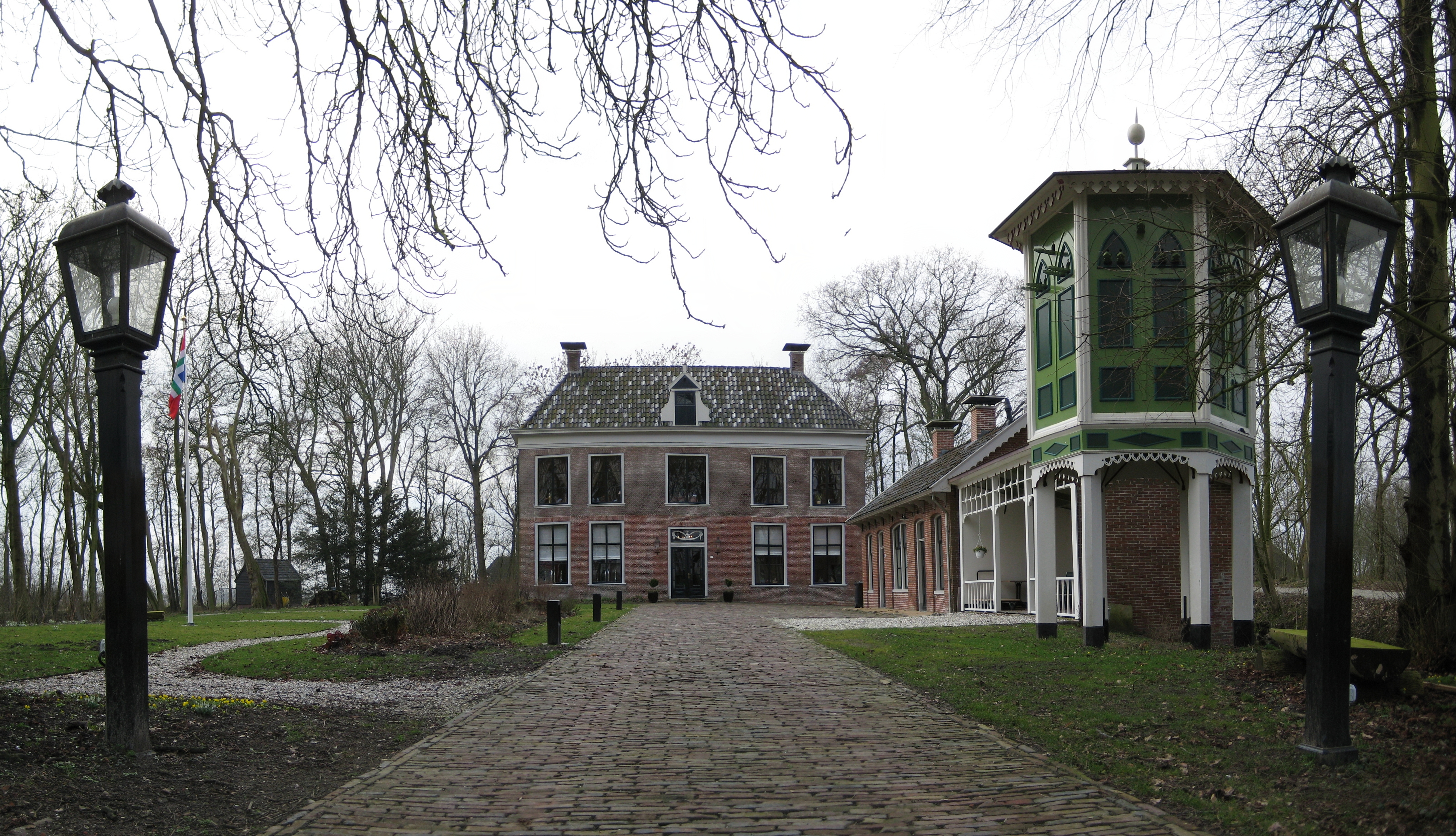
Allersmaborg (2009)

Reneke van Swinderen, heer van Allersma (Groningen, 21 maart 1764 – aldaar, 1 mei 1848) was een bestuurder uit Stad en Lande.

## Levensloop
Van Swinderen promoveerde in 1787 in de rechten te Groningen. In 1791-1792 was hij in die laatste stad lid van de gezworen gemeente. Tussen 1790 en 1794 was hij verschillende jaren gecommitteerde van Stad en Lande. In 1814 was hij lid van de Vergadering van Notabelen. Van 1814 tot 1820 was hij lid van Provinciale en van Gedeputeerde Staten van Groningen. In 1817 werd hij als eerste van zijn geslacht verheven in de Nederlandse adel.

## Familie
Van Swinderen was een telg uit het geslacht Van Swinderen en een zoon van de Groningse bestuurder Albert Hendrik van Swinderen (1732-1802) en Johanna de Marees, vrouwe van Allersma (1736-1766) waardoor de borg Allersma in het geslacht Van Swinderen kwam en de samengestelde geslachtsnaam De Marees van Swinderen met hem voor het eerst werd aangenomen. Ook kwam via zijn moeders vader de voornaam Reneke in dit geslacht vanaf hem voor. Hij trouwde in 1788 met Meinardina Adriana Lohman (1767-1812), telg uit het geslacht Lohman en zus van de Groningse burgemeester Maurits Adriaan de Savornin Lohman (1770-1833). Uit het huwelijk werden vijf kinderen geboren.
Jhr. mr. R. van Swinderen overleed in 1848 op 84-jarige leeftijd.